# Wakaba Higuchi
Wakaba Higuchi (en japonés: 樋口新葉, Higuchi Wakaba; Tokio, 2 de enero de 2001) es una deportista japonesa que compite en patinaje artístico, en la modalidad individual.
Participó en los Juegos Olímpicos de Pekín 2022, obteniendo una medalla de plata en la prueba por equipo. Ganó una medalla de plata en el Campeonato Mundial de Patinaje Artístico sobre Hielo de 2018.

## Palmarés internacional
| Juegos Olímpicos   | Juegos Olímpicos | Juegos Olímpicos | Juegos Olímpicos |
| Año                | Lugar            | Medalla          | Prueba           |
| ------------------ | ---------------- | ---------------- | ---------------- |
| 2022               | Pekín (China)    | Medalla de plata | Equipo           |
| Campeonato Mundial |                  |                  |                  |
| Año                | Lugar            | Medalla          | Categoría        |
| 2018               | Milán (Italia)   | Medalla de plata | Individual       |